# Темплет (гора)
Темплет (норв. Templet) — горная вершина на острове Западный Шпицберген (архипелаг Шпицберген, Норвегия).
Гора Темплет расположена в северной части Сассенфьорда, на юге Земли Бюнсова. Высота её составляет 766 м. Название происходит от слова tempel — «храм» (из-за внешнего сходства горы с разрушенным собором).